# Edward Charles Howard
Edward Charles Howard (Sheffield, 28 maggio 1774 – 28 settembre 1816) è stato un chimico britannico, che fu descritto come il primo ingegnere chimico della storia.
Nel 1800 sintetizzò per la prima volta il fulminato di mercurio dissolvendo il mercurio in acido nitrico e aggiungendo l'etanolo alla soluzione. Durante questa prova vide che il composto sintetizzato esplodeva con dei semplici colpi.